# 망상역
망상역(Mangsang station, 望祥驛)은 강원특별자치도 동해시 망상동에 위치한 영동선의 철도역이다.
여름 휴가철 기간 동안 임시로 여객취급을 하였으나 2011년 10월 5일부터 여객 취급이 완전히 중지되었고 현재 망상해수욕장역으로 이설되었다.

## 역명 유래
본래 크고 넓은 들이 있어 마루뜨루, 마상평으로 하다가 변하여 망상, 망생이, 망성이라 했는데 조선시대에 망상면으로 불린데서 비롯되었다.

## 연혁
- 1961년 5월 5일 : 배치간이역으로 영업 개시[1]
- 1962년 8월 9일 : 역사 신축 준공
- 1972년 7월 20일 : 배치간이역에서 무배치간이역으로 변경[2]
- 1977년 5월 16일 : 수소화물 취급 중지[3]
- 2004년 7월 : 역사 신축 준공
- 2008년 1월 1일 : 평시 여객열차 정차 중지
- 2009년 5월 25일 : 철도공사와 동해시 간의 협약을 통해 하계 휴가 기간 동안 5왕복 정차
- 2009년 8월 16일 : 여객취급 중지
- 2010년 4월 1일 : 여객열차 정차 재개
- 2011년 10월 5일 : 평시 여객열차 정차 재 중지